# I'm Not Dead
I'm Not Dead é o quarto álbum de estúdio da cantora americana Pink, lançado no dia 4 de abril de 2006, pela LaFace Records, data que coincidiu com o lançamento do primeiro álbum da carreira da cantora, Can't Take Me Home (2000).
Até agora vendeu cerca de 6.600.000 de cópias. Pink trabalhou com produtores como Billy Mann, Josh Abraham, Swedish, Max Martin, Dr. Luke, Butch Walker (co-escreveu "My Happy Ending" de Avril Lavigne) e Mike Elizondo. O nome do álbum inicialmente seria Long Way to Happy (nome de umas faixas do mesmo). Na primeira semana na Billboard 100, o álbum vendeu mais de 126 mil de cópias.

## Faixas
| I'm Not Dead – Edição padrão |                                                                                         |                                           |                   |         |  |
| N.º                          | Título                                                                                  | Compositor(es)                            | Produtor(es)      | Duração |  |
| 1.                           | "Stupid Girls"                                                                          | Pink Billy Mann Nikey Olovson Robin Lynch | Mann MachoPsycho  | 3:17    |  |
| 2.                           | "Who Knew"                                                                              | Pink Max Martin Lukasz Gottwald           | Martin Dr. Luke   | 3:28    |  |
| 3.                           | "Long Way to Happy"                                                                     | Pink Butch Walker                         | Walker            | 3:49    |  |
| 4.                           | "Nobody Knows"                                                                          | Pink Mann                                 | Mann              | 3:59    |  |
| 5.                           | "Dear Mr. President (featuring Indigo Girls)"                                           | Pink Mann                                 | Mann Pink         | 4:33    |  |
| 6.                           | "I'm Not Dead"                                                                          | Pink Mann                                 | Al Clay Mann      | 3:46    |  |
| 7.                           | "Cuz I Can"                                                                             | Pink Martin Gottwald                      | Martin Dr. Luke   | 3:43    |  |
| 8.                           | "Leave Me Alone (I'm Lonely)"                                                           | Pink Walker                               | Walker            | 3:18    |  |
| 9.                           | "U + Ur Hand"                                                                           | Pink Martin Gottwald Rami Yacoub          | Martin Dr. Luke   | 3:34    |  |
| 10.                          | "Runaway"                                                                               | Pink Mann                                 | Josh Abraham Mann | 4:23    |  |
| 11.                          | "The One That Got Away"                                                                 | Pink Mann                                 | Mann Pink         | 4:42    |  |
| 12.                          | "I Got Money Now"                                                                       | Pink Mike Elizondo                        | Elizondo          | 3:55    |  |
| 13.                          | "Conversations with My 13 Year Old Self (incluí a hidden track "I Have Seen The Rain")" | Pink Mann                                 | Mann              | 6:23    |  |
| Duração total:               | Duração total:                                                                          | Duração total:                            | Duração total:    | 50:30   |  |

| I'm Not Dead – Faixa bônus internacional |                |                |                  |         |  |
| N.º                                      | Título         | Compositor(es) | Produtor(es)     | Duração |  |
| 14.                                      | "Fingers"      | Pink Mann      | Mann Chris Rojas | 3:42    |  |
| Duração total:                           | Duração total: | Duração total: | Duração total:   | 53:12   |  |

| I'm Not Dead – Faixa bônus do UK |                |                                |                |         |  |
| N.º                              | Título         | Compositor(es)                 | Produtor(es)   | Duração |  |
| 15.                              | "Centerfold"   | Pink Cathy Dennis Greg Kurstin | Kurstin        | 3:20    |  |
| Duração total:                   | Duração total: | Duração total:                 | Duração total: | 53:50   |  |

| I'm Not Dead - Platinum edition |                                                   |                |                |         |  |
| N.º                             | Título                                            | Compositor(es) | Produtor(es)   | Duração |  |
| 14.                             | "I Have Seen the Rain (featuring James T. Moore)" |                |                | 3:33    |  |
| 15.                             | "Heartbreaker"                                    |                |                | 3:10    |  |
| 16.                             | "Centerfold"                                      |                |                | 3:20    |  |
| 17.                             | "Fingers"                                         |                |                | 3:42    |  |
| 18.                             | "U + Ur Hand (Bimbo Jones Remix)"                 |                |                | 3:48    |  |
| Duração total:                  | Duração total:                                    | Duração total: | Duração total: | 63:51   |  |

## Singles
1. "Stupid Girls"
2. "Who Knew"
3. "U + Ur Hand"
4. "Nobody Knows"
5. "Leave Me Alone/Dear Mr. President"
6. "'Cuz I Can"